# Хеннель, Томас
Томас Хеннель (16 апреля 1903 — ноябрь 1945) — британский художник и писатель, который специализировался на рисунках и эссе на тему Британской сельской местности. Во время Второй Мировой Войны Хеннель был официальным военным художником. Убит во время службы в Индонезии в ноябре 1945 года.

## Биография
Хеннель родился в селе Ридли, Кент в 1903 году. Был вторым сыном Гарольда Хеннеля (Harold Barclay Hennell) и Этель Мэри Хеннель (Ethel Mary Hennell). Томас учился в начальной школе в Бродстейрсе (Broadstairs), потом в колледже Бредфилд (Bradfield), Беркшир. Затем учился в Вестминстерском политехническом университете. Получив квалификацию учителя в 1928 году, он в течение ряда лет преподавал в школе кинсвуда (Kingswood) и в королевской школе (King’s School) Bruton в Сомерсете. Во время учёбы в колледже Хеннель путешествовал по Британской сельской местности, работая над очерками и рисуя иллюстрации сельских пейзажей. В 1932 году он перенес нервный срыв, лечился в больнице Модсли (Maudsley Hospital). Когда выздоровел, то вернулся к живописи, рисуя сцены сельских ремесел и работу крестьян. Тесно сотрудничал с H J Massingham, иллюстрируя его книги.

## Творчество
В начале войны в 1939 году Хеннель написал письмо в Консультативный Комитет военных художников (War Artists' Advisory Committee, WAAC), предлагая свои услуги в качестве художника. В 1940 году он работал в Pilgrim Trust, в 1941 году — в Министерстве информации. Одновременно он рисовал акварельные картины с изображением сельского хозяйства и ремёсел в Кенте, Дорсет (графство Беркшир) и Вустершире Kent. В марте 1941 года одна из его картин была приобретена WAAC, а позже он получил задание сделать рисунки сельских уборочных работ. В 1943 году Хеннель был назначен штатным военным художником и отправлен на замену Эрику Равилиусу в Исландию. В Исландии во второй половине 1943 года он рисовал картины на морской темы. В мае 1944 года Хеннель отправился в Портсмут, чтобы зарисовать высадку войск в Нормандии D-день D-Day, в который принимал участие. В это же время он писал картины на сюжеты из жизни немецких военнопленных. В октябре 1944 года он был переведен в Королевские ВМС.
Перед отъездом по назначению на Дальний Восток, Томас Хеннель побывал в Англии. В июне 1945 года он прибыл в Бирму. Здесь Хеннель нарисовал картину парада победы и строительства взлетно-посадочной полосы в джунглях. Из Рангуна Хеннель ездил поездом в Калькутту, затем приплыл в Коломбо. Из Коломбо Хеннель отплыл в Пенанг. Позже был свидетелем капитуляции Сингапура. Из Сингапура Хеннель отправился в Индонезию, был в городе Сурабая на Яве, когда тот был захвачен индонезийскими боевиками. В ноябре 1945 года Хеннель был убит.

## Наследие
Хеннель — автор художественных произведений на сельскую тему. В его картинах изображены работы крестьян на селе: молотьба, боронование, сбор урожая, садовые работы, отдых в поле и т. д.
В своё время Хеннель был членом Королевского общества акварелелистов, выставлялся в Новом английском художественном клубе. Ряд его работ хранятся в Имперском военном музее, в Современной галерее Тейт, в коллекции произведений искусства Министерства обороны.